# Gran Premio de Bélgica de Motociclismo de 1977
El Gran Premio de Bélgica de Motociclismo de 1977 fue la séptima prueba de la temporada 1977 del Campeonato Mundial de Motociclismo. El Gran Premio se disputó el 3 de julio de 1977 en el Circuito de Spa.

## Resultados 500cc
En la categoría reina, el británico Barry Sheene se impuso en solitario después que el francés Michel Rougerie, que hasta las últimas vueltas de la carrera disputaba el liderato con el inglés, tuvo que abandonar por una rotura de su pistón.
| 1        | Barry Sheene        | Suzuki | 38' 58" 5  | 15 |
| 2        | Steve Baker         | Yamaha | +11" 3     | 12 |
| 3        | Pat Hennen          | Suzuki | +14" 6     | 10 |
| 4        | Teuvo Länsivuori    | Suzuki | +15" 6     | 8  |
| 5        | Steve Parrish       | Suzuki | +17" 5     | 6  |
| 6        | Philippe Coulon     | Suzuki | +25" 8     | 5  |
| 7        | Wil Hartog          | Suzuki | +33" 0     | 4  |
| 8        | Giacomo Agostini    | Yamaha | +36" 8     | 3  |
| 9        | Jack Findlay        | Suzuki | +1' 23" 5  | 2  |
| 10       | John Williams       | Suzuki | +1' 23" 7  | 1  |
| 11       | Armando Toracca     | Suzuki | +1' 32" 0  |    |
| 12       | Max Wiener          | Suzuki | +1' 44" 7  |    |
| 13       | Dave Potter         | Suzuki | +2' 11" 7  |    |
| 14       | Les van Breda       | Suzuki | +2' 24" 8  |    |
| 15       | Harald Merkl        | Yamaha | +2' 27" 0  |    |
| 16       | Hans-Otto Butenuth  | Yamaha | +3' 06" 4  |    |
| 17       | Børge Nielsen       | Suzuki | +3' 13" 4  |    |
| 18       | Bosse Granath       | Suzuki | +3' 31" 8  |    |
| 19       | Willem Zoet         | Suzuki | +3' 32" 9  |    |
| 20       | Franz Heller        | Suzuki | +3' 42" 7  |    |
| 21       | Markku Matikainen   | Suzuki | +1 Vuelta  |    |
| 22       | Jean-Philippe Orban | Suzuki | +2 Vueltas |    |
| 23       | Michel Rougerie     | Suzuki | +2 Vueltas |    |
| 24       | John Woodley        | Suzuki | +3 Vueltas |    |
| 25       | Alan North          | Suzuki | +3 Vueltas |    |
| Ret      | John Newbold        | Suzuki | Ret        |    |
| Ret      | Gianfranco Bonera   | Suzuki | Ret        |    |
| Ret      | Marco Lucchinelli   | Suzuki | Ret        |    |
| Ret      | Virginio Ferrari    | Suzuki | Ret        |    |
| Ret      | Takazumi Katayama   | Yamaha | Ret        |    |
| Ret      | Gianni Rolando      | Suzuki | Ret        |    |
| Ret      | Hervé Regout        | Yamaha | Ret        |    |
| Ret      | Karl Auer           | Suzuki | Ret        |    |
| Ret      | Helmut Kassner      | Suzuki | Ret        |    |
| Ret      | Kees van der Kruijs | Yamaha | Ret        |    |
| Ret      | Jean-François Baldé | Yamaha | Ret        |    |
| DNQ      | Patrick Fernandez   | Yamaha | DNQ        |    |
| DNQ      | Tom Herron          | Suzuki | DNQ        |    |
| DNQ      | Richard Hubin       | Yamaha | DNQ        |    |
| DNQ      | Kaj Jensen          | Yamaha | DNQ        |    |
| DNQ      | Patrick Pons        | Yamaha | DNQ        |    |
| Sources: |                     |        |            |    |

## Resultados 250cc
En el cuarto de litro, remontada espectacular de Walter Villa desde la décima posición hasta la victoria final. En el duelo por el podio, el también italiano Mario Lega le cedió la segunda posición al japonés Takazumi Katayama para afianzarse en el liderato mundial.
| Pos. | Piloto               | Moto          | Tiempo    | Pts. |
| ---- | -------------------- | ------------- | --------- | ---- |
| 1    | Walter Villa         | Bimota-HD     | 41' 24" 9 | 15   |
| 2    | Takazumi Katayama    | Yamaha        | +19" 2    | 12   |
| 3    | Mario Lega           | Morbidelli    | +27" 2    | 10   |
| 4    | Masahiro Wada        | Kawasaki      | +39" 2    | 8    |
| 5    | Vic Soussan          | Yamaha        | +43" 3    | 6    |
| 6    | Kork Ballington      | Yamaha        | +55" 0    | 5    |
| 7    | Franco Uncini        | Bakker-HD     | +58" 0    | 4    |
| 8    | Patrick Fernandez    | Yamaha        | +1' 04" 5 | 3    |
| 9    | Tom Herron           | Yamaha        | +1' 12" 2 | 2    |
| 10   | Jon Ekerold          | Yamaha        | +1' 12" 7 | 1    |
| 11   | Barry Ditchburn      | Kawasaki      | +1' 12" 9 |      |
| 12   | Jean-Claude Meilland | Yamaha        | +1' 13" 1 |      |
| 13   | Chas Mortimer        | Maxton-Yamaha | +1' 22" 3 |      |
| 14   | Mick Grant           | Kawasaki      | +1' 41" 3 |      |
| 15   | Bernard Fau          | Yamaha        | +1' 45" 6 |      |
| 16   | Pierluigi Conforti   | Yamaha        | +1' 46" 4 |      |
| 17   | Walter Hoffmann      | Yamaha        | +1' 54" 7 |      |
| 18   | Olivier Chevallier   | Yamaha        | +1' 57" 5 |      |
| 19   | Olivier Liégeois     | Yamaha        | +1' 57" 7 |      |
| 20   | Sven Andersson       | Yamaha        | +1' 58" 3 |      |
| 21   | Yves de Kimpe        | Yamaha        | +2' 01" 5 |      |
| 22   | Armand Gras          | Yamaha        | +2' 06" 1 |      |
| 23   | Roger Kockelmann     | Yamaha        | +2' 13" 5 |      |
| 24   | Aldo Nannini         | Yamaha        | +2' 50" 1 |      |
| 25   | Henk van Kessel      | Yamaha        | +1 Vuelta |      |
| Ret  | Alan North           | Yamaha        | Ret       |      |
| Ret  | Pentti Korhonen      | Yamaha        | Ret       |      |
| Ret  | Jean-François Baldé  | Kawasaki      | Ret       |      |
| Ret  | Hans Müller          | Yamaha        | Ret       |      |
| Ret  | Roland Faesser       | Yamaha        | Ret       |      |
| Ret  | Pekka Nurmi          | Yamaha        | Ret       |      |
| Ret  | Anton Mang           | Yamaha        | Ret       |      |
| Ret  | Leif Gustafsson      | Yamaha        | Ret       |      |
| Ret  | Guy Bertin           | Yamaha        | Ret       |      |
| Ret  | Patrick Pons         | Yamaha        | Ret       |      |
| DSQ  | Paolo Pileri         | Morbidelli    | DSQ       |      |

## Resultados 125cc
También en 125cc, duelo entre el italiano Pier Paolo Bianchi y el español Ángel Nieto, que se llevó hasta las últimas consecuencias cuando en una de las últimas curvas el zamorano cayó mientras que Bianchi hizo un recto. Al final, victoria para el piloto de Morbidelli y segunda posición para el piloto de Bultaco.
| Pos. | Piloto                  | Moto       | Tiempo     | Pts. |
| ---- | ----------------------- | ---------- | ---------- | ---- |
| 1    | Pier Paolo Bianchi      | Morbidelli | 44' 22" 9  | 15   |
| 2    | Ángel Nieto             | Bultaco    | +13" 6     | 12   |
| 3    | Anton Mang              | Morbidelli | +26" 7     | 10   |
| 4    | Eugenio Lazzarini       | Morbidelli | +33" 7     | 8    |
| 5    | Pierluigi Conforti      | Morbidelli | +1' 11" 3  | 6    |
| 6    | Ermanno Giuliano        | Morbidelli | +1' 18" 2  | 5    |
| 7    | Stefan Dörflinger       | Morbidelli | +1' 25" 5  | 4    |
| 8    | Gert Bender             | Bender     | +1' 25" 9  | 3    |
| 9    | Cees van Dongen         | Morbidelli | +1' 37" 4  | 2    |
| 10   | Jean-Louis Guignabodet  | Morbidelli | +1' 38" 6  | 1    |
| 11   | Julien van Zeebroeck    | Morbidelli | +1' 39" 5  |      |
| 12   | Hans Müller             | Morbidelli | +1' 40" 1  |      |
| 13   | Per-Edvard Carlsson     | Morbidelli | +2' 05" 7  |      |
| 14   | Peter Frohnmeyer        | DRS        | +2' 06" 3  |      |
| 15   | Patrick Plisson         | Morbidelli | +2' 17" 3  |      |
| 16   | Peter van Niel          | Morbidelli | +2' 55" 5  |      |
| 17   | Enrico Cereda           | Morbidelli | +3' 01" 9  |      |
| 18   | Benga Johansson         | Morbidelli | +3' 02" 2  |      |
| 19   | Maurizio Massimiani     | Morbidelli | +3' 11" 2  |      |
| 20   | Alfred Schmid           | Morbidelli | +3' 16" 8  |      |
| 21   | Hans-Jürgen Hummel      | Morbidelli | +1 Vuelta  |      |
| 22   | Laurent Gomis           | Morbidelli | +1 Vuelta  |      |
| 23   | H. Guilleardo           | Morbidelli | +1 Vuelta  |      |
| 24   | Marc-Antoine Constantin | Morbidelli | +1 Vuelta  |      |
| 25   | Fredo de Braey          | Honda      | +2 Vueltas |      |
| Ret  | Harald Bartol           | Morbidelli | Ret        |      |
| Ret  | Horst Seel              | Seel       | Ret        |      |
| Ret  | Ernst Stammbach         | Malanca    | Ret        |      |
| Ret  | Jan Ubels               | Buton      | Ret        |      |
| Ret  | Auno Hakala             | Morbidelli | Ret        |      |
| Ret  | Hagen Klein             | Morbidelli | Ret        |      |
| Ret  | Jacky Hutteau           | Morbidelli | Ret        |      |
| Ret  | Freddy Blaise           | Yamaha     | Ret        |      |
| Ret  | Matti Kinnunen          | Morbidelli | Ret        |      |
| Ret  | Hans Hallberg           | Morbidelli | Ret        |      |
| DNS  | Jan Huberts             | Morbidelli | DNS        |      |

## Resultados 50cc
También en 50cc, el italiano Eugenio Lazzarini y el alemán Herbert Rittberger aprovecharon los problemas mecánicos de los dos pilotos españoles favoritos: Ricardo Tormo y Ángel Nieto para destacarse y disputarse entre ellos la victoria, que cayó del lado del transalpino.
| Pos. | Piloto               | Moto       | Tiempo    | Pts. |
| ---- | -------------------- | ---------- | --------- | ---- |
| 1    | Eugenio Lazzarini    | Kreidler   | 31' 12" 2 | 15   |
| 2    | Herbert Rittberger   | Kreidler   | +0" 5     | 12   |
| 3    | Ángel Nieto          | Bultaco    | +10" 4    | 10   |
| 4    | Ricardo Tormo        | Bultaco    | +30" 8    | 8    |
| 5    | Julien van Zeebroeck | Kreidler   | +54" 8    | 6    |
| 6    | Rudolf Kunz          | Kreidler   | +1' 19" 0 | 5    |
| 7    | Patrick Plisson      | ABF        | +1' 38" 5 | 4    |
| 8    | Ramon Gali           | Derbi      | +1' 38" 7 | 3    |
| 9    | Charles Dumont       | Kreidler   | +1' 49" 9 | 2    |
| 10   | Hagen Klein          | Kreidler   | +1' 51" 0 | 1    |
| 11   | Otto Machinek        | Kreidler   | +1' 52" 8 |      |
| 12   | Cees van Dongen      | Kreidler   | +1' 53" 3 |      |
| 13   | Juup Bosman          | Kreidler   | +1' 53" 8 |      |
| 14   | Günter Schirnhofer   | Kreidler   | +2' 07" 1 |      |
| 15   | Hans-Jürgen Hummel   | Kreidler   | +2' 11" 5 |      |
| 16   | Ingo Emmerich        | Kreidler   | +2' 29" 0 |      |
| 17   | Engelbert Kip        | Kreidler   | +2' 40" 3 |      |
| 18   | Wolfgang Golembeck   | Kreidler   | +2' 40" 7 |      |
| 19   | Guido Delys          | Kreidler   | +2' 55" 4 |      |
| 20   | Guy Muyters          | Kreidler   | +3' 14" 0 |      |
| 21   | Daniel Corvi         | Kreidler   | +3' 14" 4 |      |
| 22   | Chris Baert          | Kreidler   | +3' 28" 4 |      |
| 23   | Wim van Beek         | Kreidler   | +3' 30" 8 |      |
| 24   | Marcel Vandesteene   | Kreidler   | +4' 02" 9 |      |
| 25   | Robert Evrard        | Kreidler   | +4' 09" 0 |      |
| 26   | Christian Santini    | Kreidler   | +6' 16" 3 |      |
| 27   | Ove Skifjeld         | Kreidler   | +1 Vuelta |      |
| Ret  | Theo Timmer          | Kreidler   | Ret       |      |
| Ret  | Stefan Dörflinger    | Kreidler   | Ret       |      |
| Ret  | Hans Knoppers        | Kreidler   | Ret       |      |
| Ret  | Hans Müller          | Morbidelli | Ret       |      |
| Ret  | Benjamin Laurent     | Kreidler   | Ret       |      |
| Ret  | Armando Lopes        | Derbi      | Ret       |      |
| Ret  | Joaquín Galí         | Bultaco    | Ret       |      |
| Ret  | Pierre Dumont        | Kreidler   | Ret       |      |
| Ret  | Jacky Hutteau        | ABF        | Ret       |      |